# الدائرة السرية (مسلسل)
الدائرة السرية (بالإنجليزية: The Secret Circle)‏ هو مسلسل خوارق ودراما مراهقين أمريكي عرض على قناة The CW من 15 سبتمبر 2011 إلى 10 مايو 2012. المسلسل مستوحى من سلسلة روايات بنفس الاسم من تأليف ليزا جين سميث. تقع أحداثه في بلدة تشانس هاربور في ولاية واشنطن، المسلسل يركز على كاسي بليك (بريت روبرتسون) التي تنتقل للعيش في البلدة ثم تكتشف أنها ساحرة بالوراثة وتنضم إلى مجموعة سحرة من خمسة مراهقين.
المسلسل تم إلغاءه من قبل القناة في 11 مايو 2012 وأكتفت بموسم واحد فقط. انخفاض الراتينغ في النصف الثاني من الموسم والتكلفة الباهظة للمؤثرات البصرية ومواقع التصوير، كلها كانت سبباً في الإلغاء.

## الملخص
بعد وفاة والدتها، كايسي بلايك (بريت روبرتسون) تنتقل إلى تشانس هاربر، واشنطن، للعيش هناك مع جدتها. محاولاتها للتأقلم في المدينة الجديدة باءت بالفشل عندما يقوم خمسة من زملائها، آدم كونانت (توماس ديكر)، ديانا ميد (شيلي هيننج)، فاي شمبرلاين (فيبي تونكن)، مليسا جلاسر (جيسيكا باركر كينيدي)، ونيك أرمسترونج (لويس هانتر)، بالكشف لكايسي أنها تنحدر من سلالة طويلة من السحرة وهي آخر فرد منها؛ معها بإمكانهم الوصول للمدى الكامل لقواهم. ترفض كايسي في البداية التصديق بأنها ساحرة، حتى بعد مساعدة آدم لها بالكشف عن قواها. فقط عندما تكتشف كتاب جلدي قديم للتعاويذ تُرك لها بواسطة أمها المتوفية، إميليا، تبدأ كايسي بتقبل قواها. يوجد بداخل الكتاب رسالة إلى كايسي توضح أنها أبقت تاريخ عائلتها الحقيقي وقواها سر للحفاظ على سلامتها؛ قريبًا من اكتشاف الدائرة أن، قواهم تجذب الظلام وقوى خطيرة والتي تضعهم دائماً في طريق الخطر.

## روابط خارجية
- الدائرة السرية على موقع IMDb (الإنجليزية)
- الدائرة السرية على موقع ميتاكريتيك (الإنجليزية)
- الدائرة السرية على موقع روتن توميتوز (الإنجليزية)
- الدائرة السرية على موقع أول موفي (الإنجليزية)
- الدائرة السرية على موقع فيلمافينيتي (الإسبانية)
- الدائرة السرية على موقع كينوبويسك (الروسية)
- الدائرة السرية على موقع ألو سيني (الفرنسية)
- الدائرة السرية على موقع قاعدة بيانات الفيلم (الإنجليزية)